# 싸라기

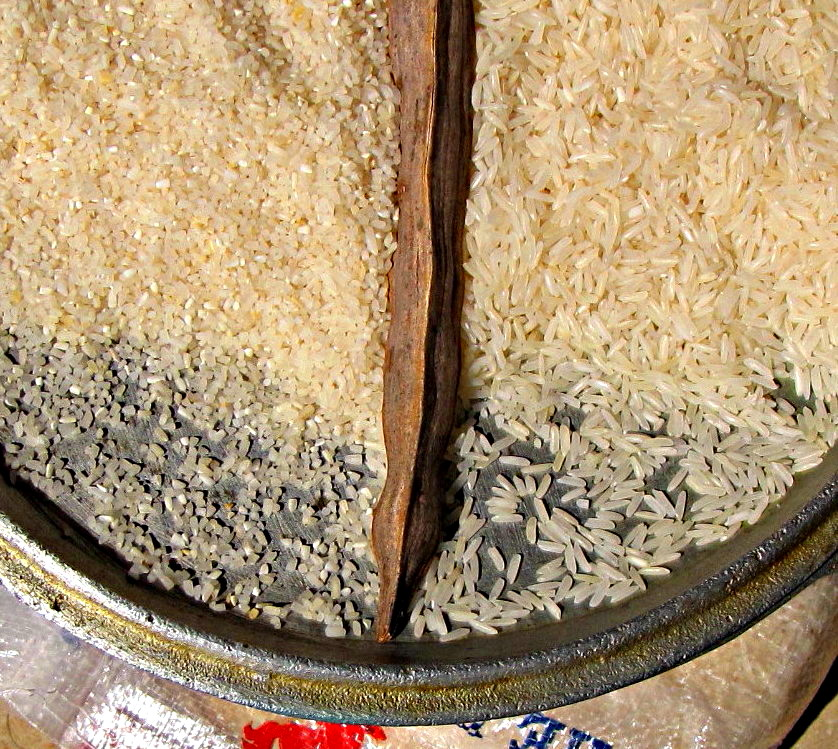
쌀(오른쪽)과 싸라기(왼쪽)

싸라기는 부스러진 쌀알이다.

## 쓰임새

### 요리
싸라기가 많이 섞인 쌀로 지은 밥은 싸라기밥이라 부른다. 베트남에서는 "껌떰"이라 부르는 싸라기밥을 먹는다.

### 여물
소가 여러 날 동안 고된 일을 하였을 때나 허약할 때, 싸라기, 수수, 보리쌀 등으로 쑨 쇠죽인 드레죽을 먹인다.